# Луговское сельское поселение (Омская область)
Луговское се́льское поселе́ние — муниципальное образование в Таврическом районе Омской области Российской Федерации.
Административный центр — село Луговое.

## История
Статус и границы сельского поселения установлены Законом Омской области от 30 июля 2004 года № 548-ОЗ «О границах и статусе муниципальных образований Омской области».

## Население
| 2010  | 2011  | 2012  | 2013  | 2014  | 2015  | 2016  |
| ----- | ----- | ----- | ----- | ----- | ----- | ----- |
| 1431  | ↗1436 | ↗1450 | ↘1435 | ↘1423 | ↘1413 | ↘1403 |
| 2017  | 2018  | 2019  | 2020  | 2021  | 2023  |       |
| ↗1404 | ↘1396 | ↘1367 | ↗1368 | ↗1499 | ↘1487 |       |

## Состав сельского поселения
| № | Населённый пункт | Тип населённого пункта       | Население |
| - | ---------------- | ---------------------------- | --------- |
| 1 | Луговое          | село, административный центр | ↗1259     |
| 2 | Ракиты           | деревня                      | ↘0        |
| 3 | Солоновка        | деревня                      | ↘172      |